# Croaghaun

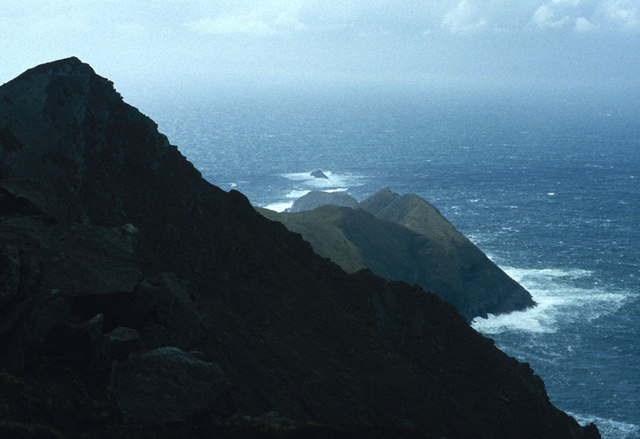
Klippen von Croaghaun

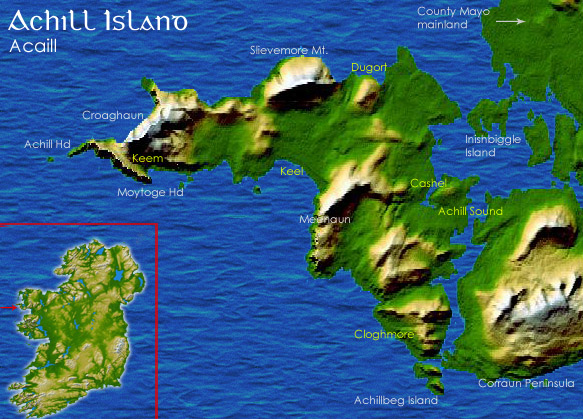
3-D-Karte

Croaghaun (irisch: Cruachán) ist ein Berg auf Achill Island im County Mayo in Irland, dessen nördliche Ausläufer mit 664 Metern die höchsten Klippen Irlands und die dritthöchsten Europas bilden.
Croaghaun befindet sich auf dem westlichsten Teil von Achill Island. 
Koordinaten: 53° 59′ N, 10° 12′ W